# Illes Zelandeses
Les Illes Zelandeses són les illes de la província de Zelanda. Es troben al delta del Rin-Mosa-Escalda, al sud-oest dels Països Baixos. Durant segles, només era possible arribar-hi amb vaixell. Des de la construcció de preses en el marc del pla Delta, les grans illes estan connectades amb la massa continental i ara són més aviat penínsules que autèntiques illes. Hi ha algunes excepcions, com ara petites illes deshabitades i alguns bancs de sorra que de vegades se submergeixen a plenamar.
Inclouen les illes habitades:
- Schouwen-Duiveland,
- Sint Philipsland,
- Tholen,
- Noord-Beveland,
- Walcheren
- Zuid-Beveland.

Les illes deshabitades:
- Aardbeieneiland
- Haringvreter
- Mosselplaat
- Neeltje Jans
- Krammer
- Bastiaan de Langeplaat
- Soelekerkeplaat
- Arneplaat
- Oranjeplaat
- Zandkreekplaat

Bancs de sorra que estan permanentment sobre l'aigua a causa del pla Delta:
- Dwars in den Weg
- Stampersplaat
- Veermansplaat